# Milan Đenadić
Milan Đenadić är en serbisk kanotist.
Han tog bland annat VM-guld i K-4 200 meter i samband med sprintvärldsmästerskapen i kanotsport 2006 i Szeged.